# جیمز گرادی
جیمز گرادی (انگلیسی: James Grady؛ ۳۰ آوریل ۱۹۴۹ – ) یک نویسنده اهل ایالات متحده آمریکا بود.